# العلاقات المكسيكية الأيرلندية
العلاقات المكسيكية الأيرلندية هي العلاقات الثنائية التي تجمع بين المكسيك وجمهورية أيرلندا.

## مقارنة بين البلدين
هذه مقارنة عامة ومرجعية للدولتين:
| وجه المقارنة                                              | المكسيك                                                                               | جمهورية أيرلندا                                       |
| --------------------------------------------------------- | ------------------------------------------------------------------------------------- | ----------------------------------------------------- |
| المساحة (كم2)                                             | 1.97 مليون                                                                            | 70.27 ألف                                             |
| عدد السكان (نسمة)                                         | 130.53 مليون                                                                          | 4.76 مليون                                            |
| الكثافة السكانية (ن./كم²)                                 | 66.26                                                                                 | 67.74                                                 |
| العاصمة                                                   | مدينة مكسيكو                                                                          | دبلن                                                  |
| اللغة الرسمية                                             | اللغة الإسبانية                                                                       | اللغة الأيرلندية، لغة إنجليزية، الإنجليزية الأيرلندية |
| العملة                                                    | بيزو مكسيكي                                                                           | جنيه أيرلندي، يورو، عملات اليورو الأيرلندية           |
| الناتج المحلي الإجمالي (بليون دولار)                      | 1.15 تريليون                                                                          | 333.73 مليار                                          |
| الناتج المحلي الإجمالي (تعادل القوة الشرائية) بليون دولار | 2.16 تريليون                                                                          | 318.16 مليار                                          |
| الناتج المحلي الإجمالي الاسمي للفرد دولار أمريكي          | 9.01 ألف                                                                              | 61.13 ألف                                             |
| الناتج المحلي الإجمالي للفرد دولار أمريكي                 | 17.32 ألف                                                                             |                                                       |
| مؤشر التنمية البشرية                                      | 0.756                                                                                 | 0.916                                                 |
| رمز المكالمات الدولي                                      | +52                                                                                   | +353                                                  |
| رمز الإنترنت                                              | .mx                                                                                   | .ie                                                   |
| المنطقة الزمنية                                           | منطقة زمنية وسطى، المنطقة الزمنية الجبلية، زمن منطقة المحيط الهادئ، منطقة زمنية شرقية | 00، ت ع م+01:00، أوروبا/دبلن ‏                         |

## مدن متوأمة
في ما يلي قائمة باتفاقيات التوأمة بين مدن مكسيكية وأيرلندية:
- ترتبط غوادالاخارا مع دبلن باتفاقية توأمة منذ 20 أكتوبر 1980.

## منظمات دولية مشتركة
يشترك البلدان في عضوية مجموعة من المنظمات الدولية، منها:
| علم المنظمة | اسم المنظمة                        | تاريخ انضمام المكسيك | تاريخ انضمام جمهورية أيرلندا |
| ----------- | ---------------------------------- | -------------------- | ---------------------------- |
|             | وكالة ضمان الاستثمار متعدد الأطراف | 1 يوليو 2009         | 27 أكتوبر 1989               |
|             | منظمة التعاون الاقتصادي والتنمية   | ?                    | ?                            |
|             | الأمم المتحدة                      | 7 نوفمبر 1945        | 14 ديسمبر 1955               |
|             | الفريق المعني برصد الأرض           | ?                    | ?                            |
|             | منظمة حظر الأسلحة الكيميائية       | ?                    | ?                            |
|             | منظمة التجارة العالمية             | 1995                 | ?                            |
|             | منظمة الشرطة الجنائية الدولية      | ?                    | ?                            |
|             | مؤسسة التنمية الدولية              | 24 أبريل 1961        | 22 ديسمبر 1960               |
|             | يونسكو                             | 4 نوفمبر 1946        | 3 أكتوبر 1961                |
|             | الاتحاد البريدي العالمي            | ?                    | ?                            |
|             | البنك الدولي للإنشاء والتعمير      | 31 ديسمبر 1945       | 8 أغسطس 1957                 |
|             | المنظمة الهيدروغرافية الدولية      | ?                    | ?                            |
|             | الاتحاد الدولي للاتصالات           | 1 يوليو 1908         | 8 ديسمبر 1923                |
|             | مؤسسة التمويل الدولية              | 20 يوليو 1956        | 11 سبتمبر 1958               |
|             | مجموعة أستراليا                    | 2013                 | 1985                         |
|             | مجموعة الموردين النوويين           | ?                    | ?                            |

## أعلام
هذه قائمة لبعض الشخصيات التي تربطها علاقات بالبلدين:

## وصلات خارجية
- موقع وزارة الخارجية المكسيكية
- موقع وزارة الخارجية الأيرلندية